# Bottyán híd
A Bottyán híd Esztergomban található a Kis-Duna sétányon. A Prímás-szigetet, és a Mária Valéria hidat köti össze a belvárossal.

## Története
Esztergom vármegye 1895. január 12-én kötött szerződést a Lőrinc utca torkolatánál a Kis-Duna-ágon keresztül építendő állandó jellegű híd építésére, valamint a hídfeljárókra. Ugyanebben az évben adták át a Mária Valéria hidat is. A hídfők alapozását vasbeton süllyesztőszekrénnyel, pneumatikus eljárással készítették. A szerkezet hossza 41 m, ívmagassága nyílásközépen 6,2 m, a hídvégeken 2,3 m volt. A kocsipályán impregnált fakocka burkolat készült, viszont a csapadékvíz elvezetésére víznyelőket nem építettek be. A gyalogjárókat 6 cm vastag tölgyfapallókkal látták el. A hidat kétoldalt ferdén rácsozott idomacél korlát határolta.
Építési költsége 108 000 Ft volt, forgalomba helyezésére szeptember 24-én került sor. A hídhoz vezető utca folytatásaként a neve Lőrinc híd lett egészen 1936-ig, amikor nevét Horthy hídra változtatták.
1944. december 26-án a német alakulatok a hidat felrobbantották, ekkor teljesen tönkrement. Az alépítmények aránylag kisebb sérülést szenvedtek. 1947-ben 10 tonna terhelésű ideiglenes hidat építettek, ami a régi híd újjáépítéséig állt.
Az újjáépített híd a régi tengelyében épült a megmaradt alépítmények felhasználásával. Az új, vasbeton ívhíd forgalomba helyezése 1964. augusztus 18-án történt. Építési költsége ekkor 5 401 563 Ft volt. A vízfolyás tengelyével 79°-os szöget zár be, a híd szerkezetébe rejtett ellensúlyt építettek. Az újjáépítéséről emléktábla tanúskodik a Lőrinc utcai hídfőnél. 2004-ben a hídon 70 millió forint értékű felújítást végzett a megyei közútkezelő vállalat, mely során csak a híd tartószerkezete maradt meg. Kicserélték a híd teljes szélességében a burkolatot, korhű kovácsoltvas kandelábereket és korlátot helyeztek el.

## Galéria

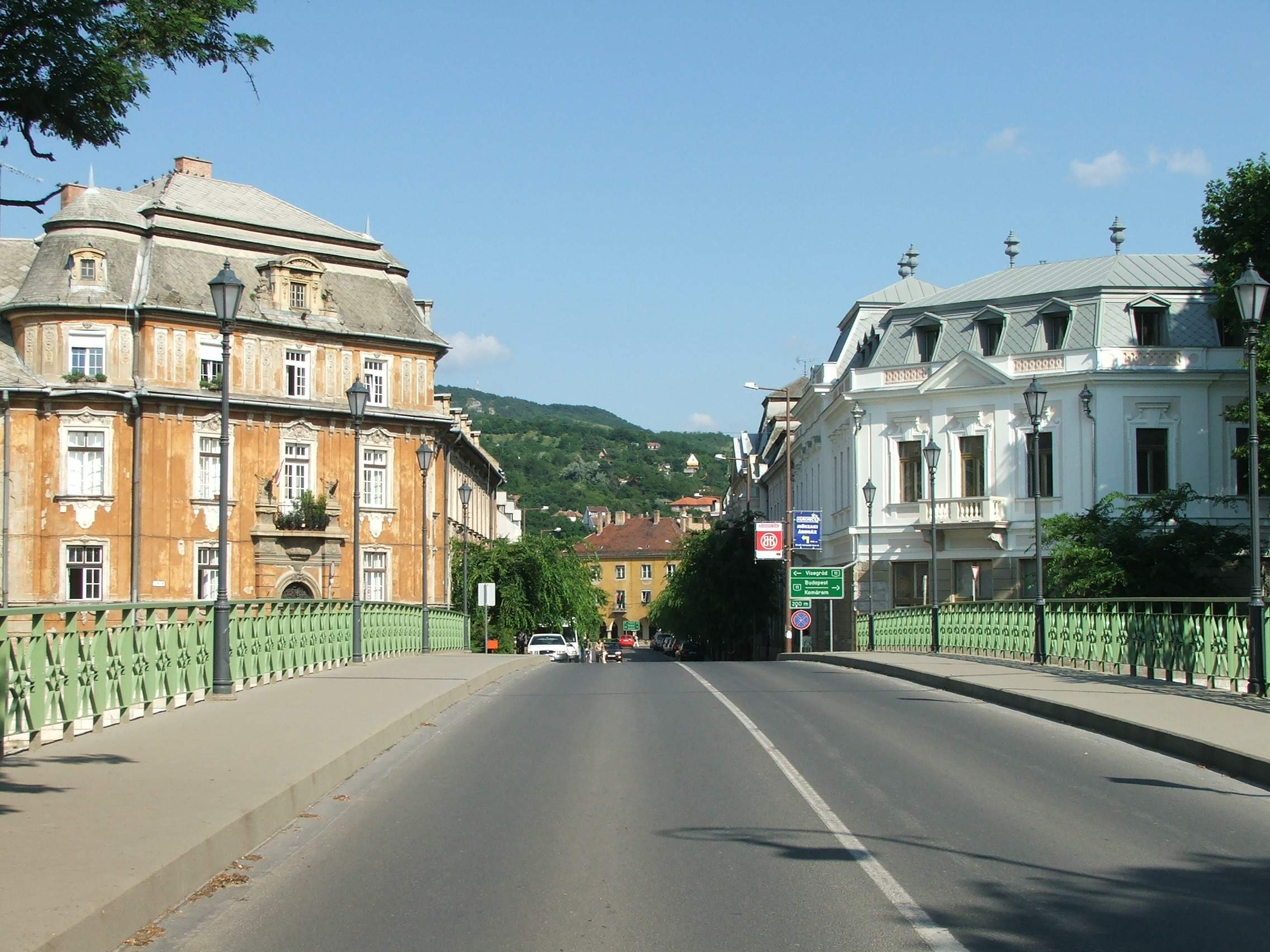
A Lőrinc utca és a Kis-Duna sétány kereszteződése a hídról nézve
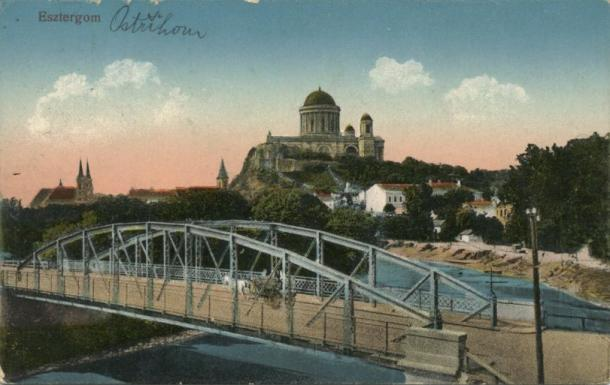
A régi híd
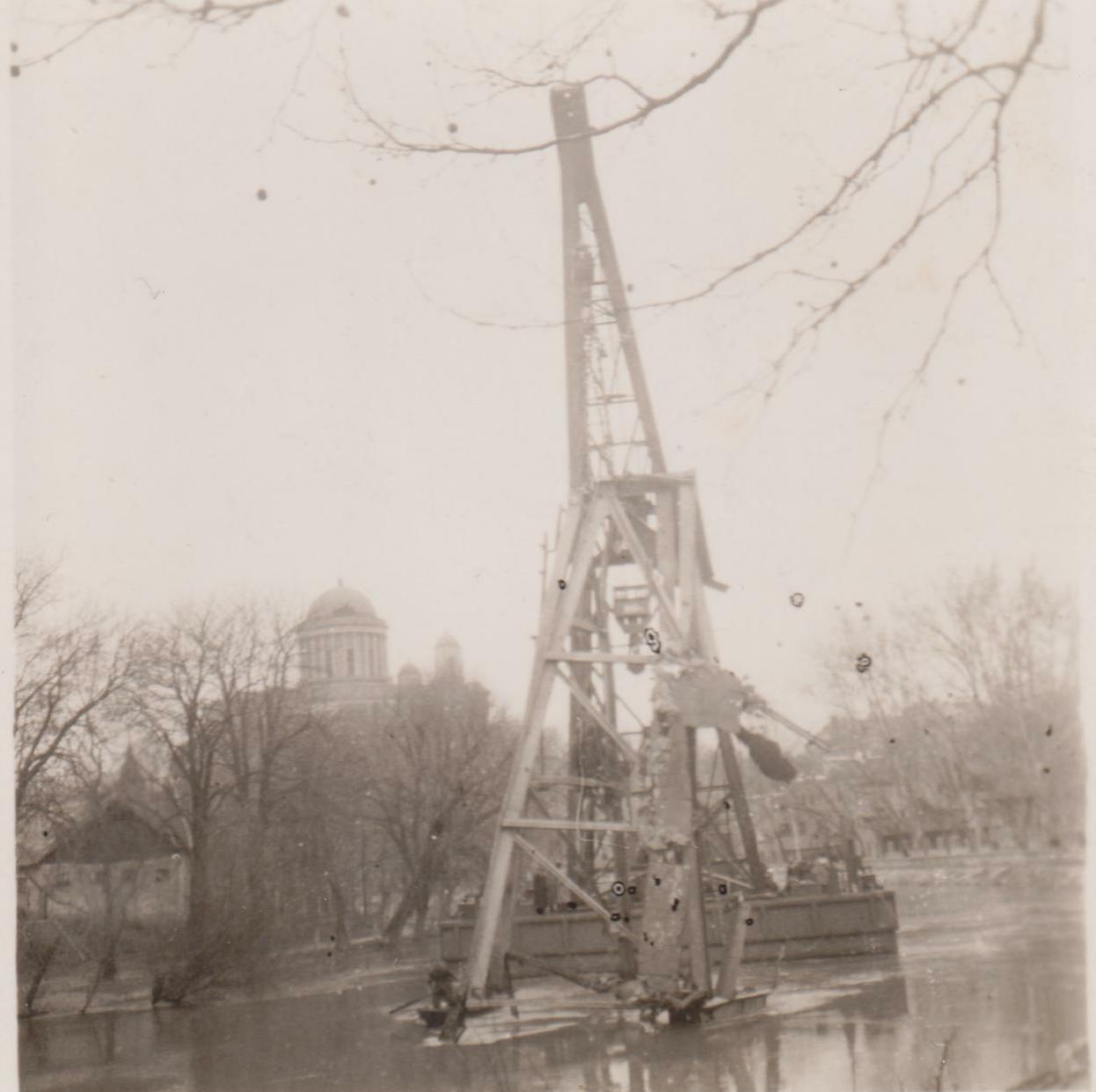
A híd roncsainak kiemelése, 1947
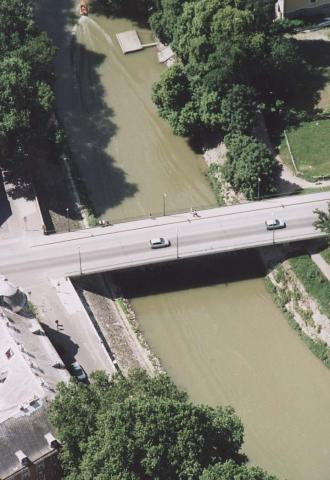
Légifelvételről